# 70e régiment d’infanterie
Das 70e régiment d’infanterie de forteresse (70e RIF) war ein Verband der französischen Infanterie. Das Regiment nahm seit seiner Aufstellung an allen Kriegen mit französischer Beteiligung bis zum Zweiten Weltkrieg teil. Es existiert heute nicht mehr.
Vor der Einführung der Nummerierung der Regimenter am 1. Januar 1791 führte es in der königlich französischen Armee zuletzt den Namen Régiment de Médoc.

## Aufstellung und signifikante Änderungen
- 28. November 1673 (oder 1674): Aufstellung des Régiment de Navailles[2] (es gibt widersprüchliche Angaben, andere Quellen sprechen vom 19. Februar 1674 als Datum der Aufstellung und weisen das Jahr 1673 dem „Régiment de Mesmes“ zu)[3]
- Januar 1679: Umbenennung in Régiment d’Hamilton
- 1685: Umbenennung in: Régiment de Jarzé
- 22. Mai 1691: Umbenennung in Régiment de Médoc (nach der Provinz)
- 1749: Eingliederung des Régiment de Dauphiné
- 1. Januar 1791: Umbenennung in 70e régiment d’infanterie de ligne
- 22. Oktober 1793: Im Zuge der Premier amalgame wurde das 1. Bataillon zur Aufstellung der „129e demi-brigade de bataille“ herangezogen.
- 5. Juli 1795: Das 2. Bataillon wurde zur Aufstellung der „130e demi-brigade de bataille“ herangezogen.

Damit endete die Regimentsgeschichte zunächst, bis sie 1803 durch die Aufstellung eines neuen „70e régiment d’infanterie“ fortgesetzt wurde.
- 1803: Wiederaufstellung als „70e régiment d’infanterie de ligne“
- 1870: aufgelöst
- ?: Wiederaufstellung
- ?: Auflösung
- 1939: Aktiviert als „70e régiment d’infanterie de forteresse“ (Festungsinfanterieregiment)
- 1940: Im Zuge der französischen Niederlage aufgelöst.

## Mestres de camp/Colonels
Mestre de camp war von 1569 bis 1661 und von 1730 bis 1780 die Rangbezeichnung für den Regimentsinhaber und/oder für den mit der Führung des Regiments beauftragten Offizier. Die Bezeichnung „Colonel“ wurde von 1721 bis 1730, von 1791 bis 1793 und ab 1803 geführt.
Nach 1791 gab es keine Regimentsinhaber mehr.
Sollte es sich bei dem Mestre de camp/Colonel um eine Person des Hochadels handeln, die an der Führung des Regiments kein Interesse hatte (wie z. B. der König oder die Königin), so wurde das Kommando dem „Mestre de camp lieutenant“ (oder „Mestre de camp en second“) respektive dem „Colonel-lieutenant“ oder „Colonel en second“ überlassen.
- 1673: Joseph, marquis de Mesmes[4]
- 19. Februar 1674: Philippe de Montaut-Besnac, marquis de Navailles
- Januar 1679: Antoine chevalier d’Hamilton[5]
- 1685: Marie Urbain René du Plessis, marquis de Jarzé
- 23. Mai 1691: Isaac Charles de La Rochefoucaud, comte de Montendre
- 1. März 1702: Jérôme, comte de Chamillard
- 11. Januar 1705: Nicolas Gabriel de Gilbert de Voisins, marquis de Villennes
- 25. Januar 1720: Charles Emmanuel de Crussol, duc d’Uzès[6]
- 10. März 1739: Hyacinthe Gaëtan, comte de Lannion
- 1. Dezember 1745: Marie Jacques, marquis de Bréhant
- 25. August 1749: Joseph de Ravignan, marquis de Mesmes
- 1. Dezember 1762: Charles de Biotères, marquis de Chassincourt de Tilly
- 17. Mai 1773: Denis Jean, marquis de Mauroy
- 13. April 1780: Albert Paul de Mesmes, comte d’Avaux
- 27. April 1788: Innocent Adrien Maurice, marquis de Roquefeuil
- 25. Juli 1791: Hugues Alexandre Joseph Meunier
- 7. August 1792: Jean Mathieu Philibert Sérurier

(…)
- 1870: Colonel Bertier
- 1870: Lieutenant-colonel Delpech
- 1880–1886: Colonel Jean François Jules Herbé
- 1897: Colonel Émile Bourdeau
- 1914: Colonel Laroque

## Uniformen und Fahnen während des Ancien Régime
Das Regiment führte drei Fahnen, davon war eine die weiße Leibfahne des Colonel (Regimentsinhabers). Die beiden Ordonnanzfahnen trugen diagonal angeordnet jeweils zwei rote und rotbraune Rechtecke, durch ein weißes Kreuz getrennt. Bei der weißen Leibfahne (drapeau colonel) waren die Umrisse der Kreuzbalken grau abgestickt.

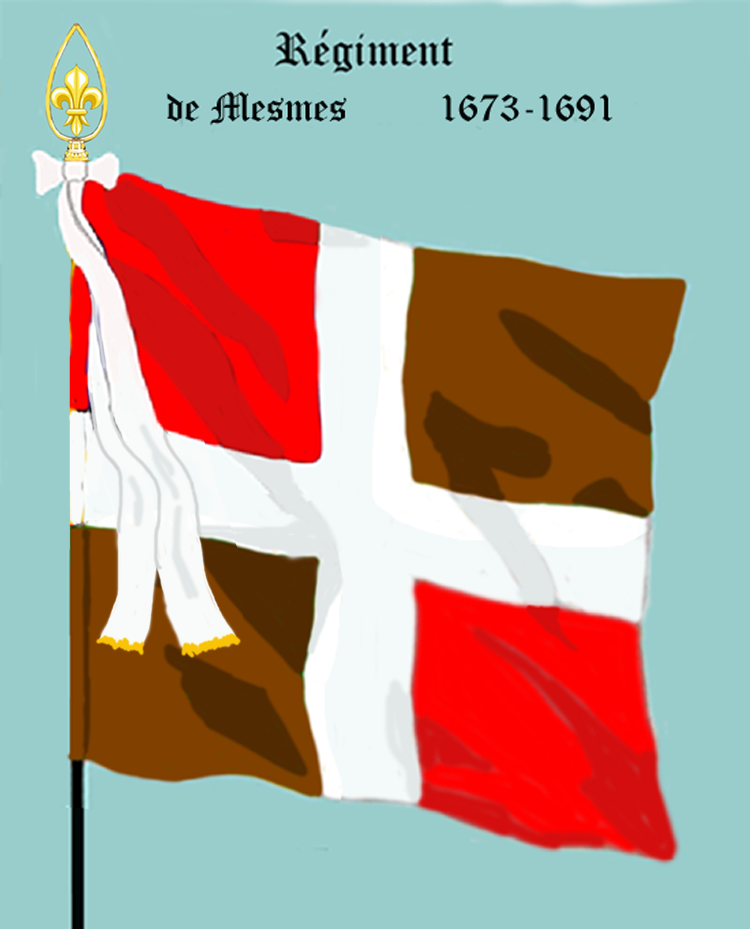
de Mesmes 1673 bis 11674
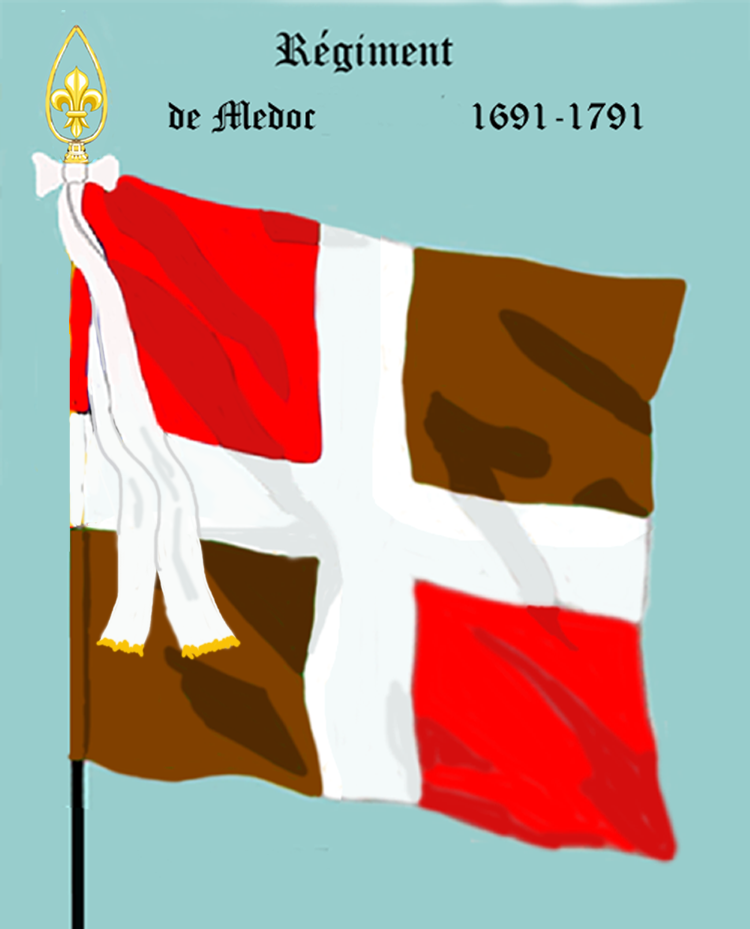
de Médoc 1691 bis 1791
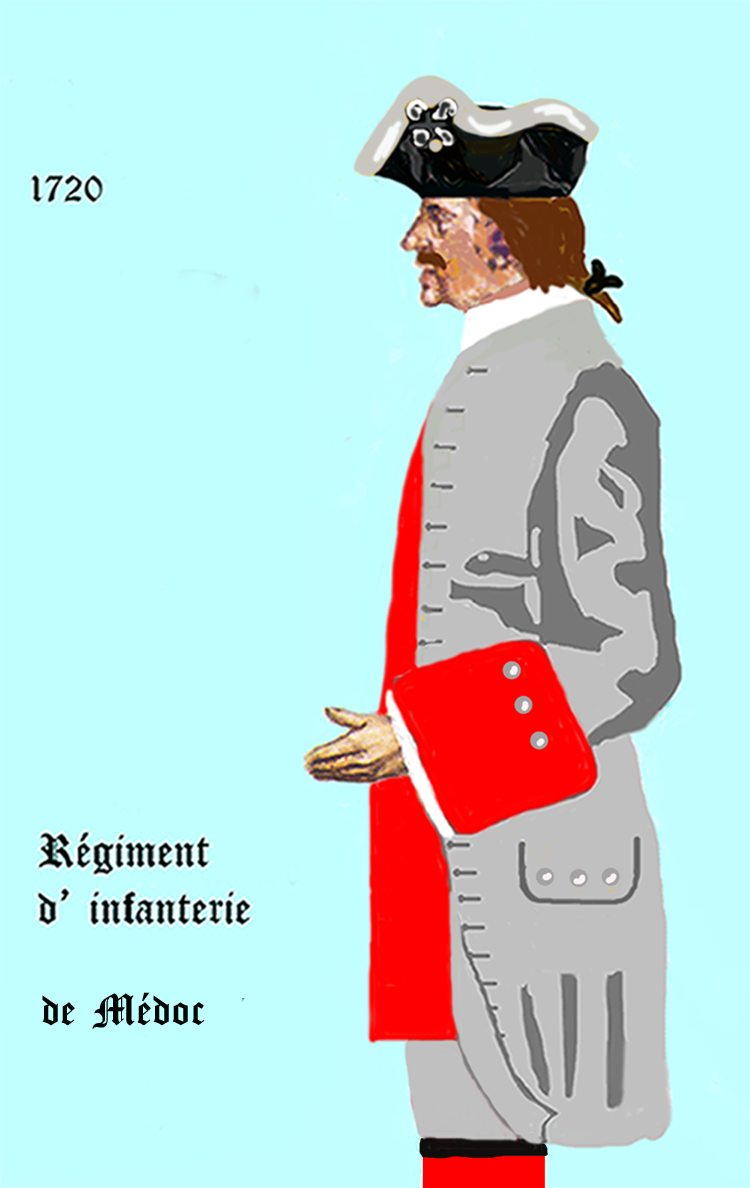
1720 bis 1734
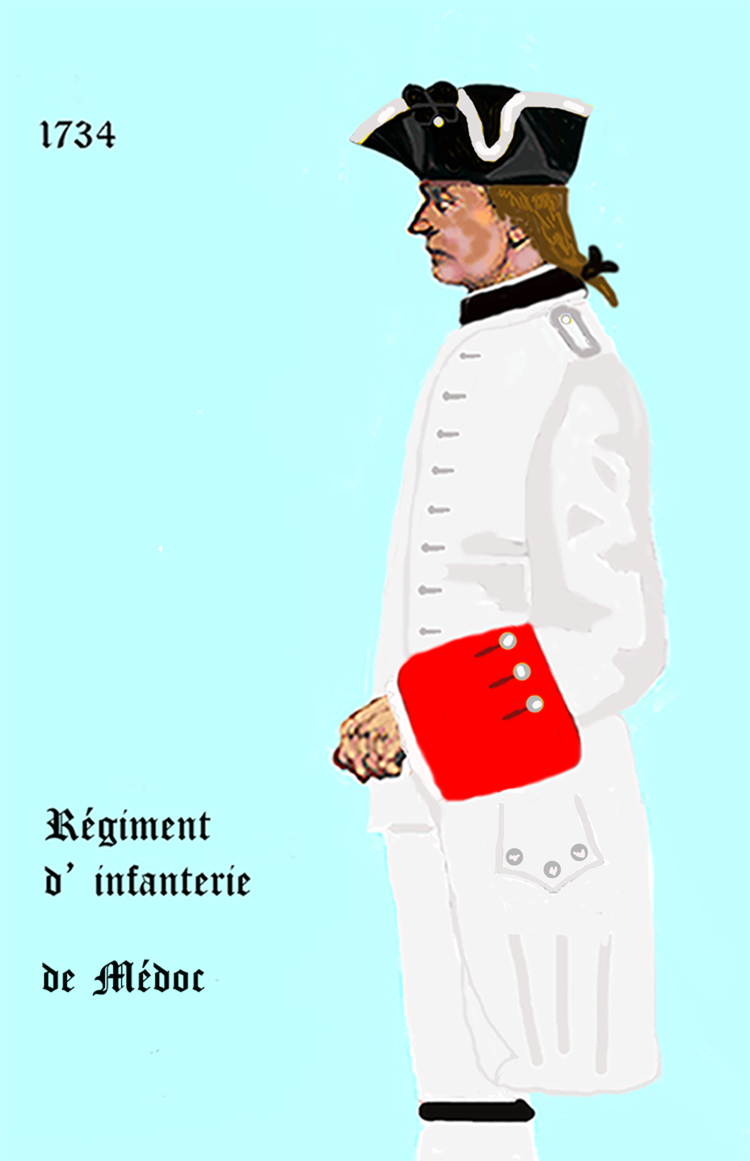
1734 bis 1757
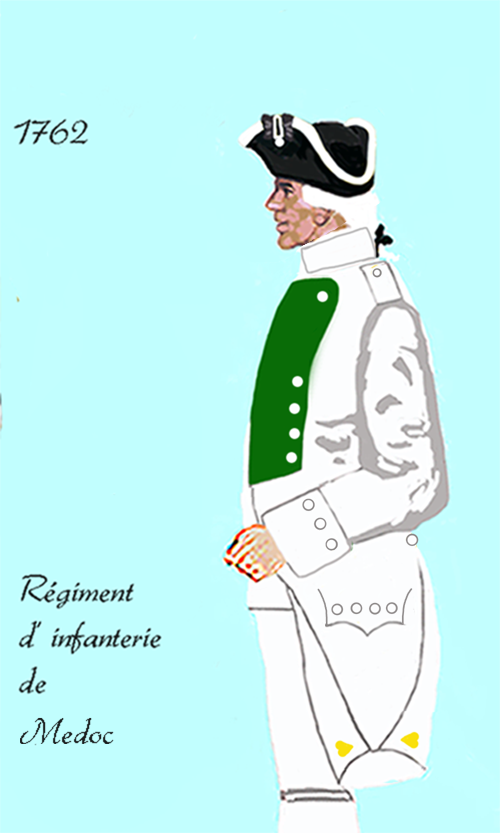
1762 bis 1776
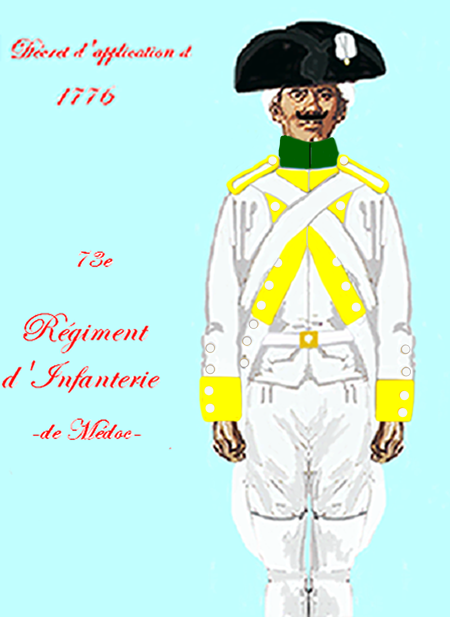
1776 bis 1779
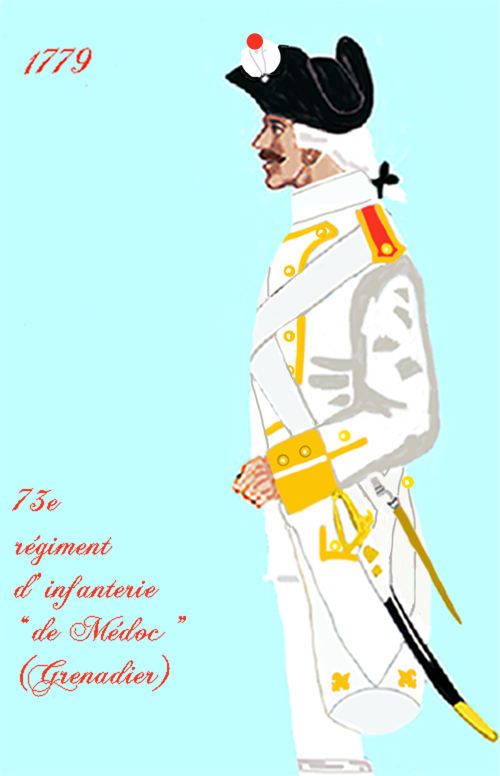
1779 bis 1791
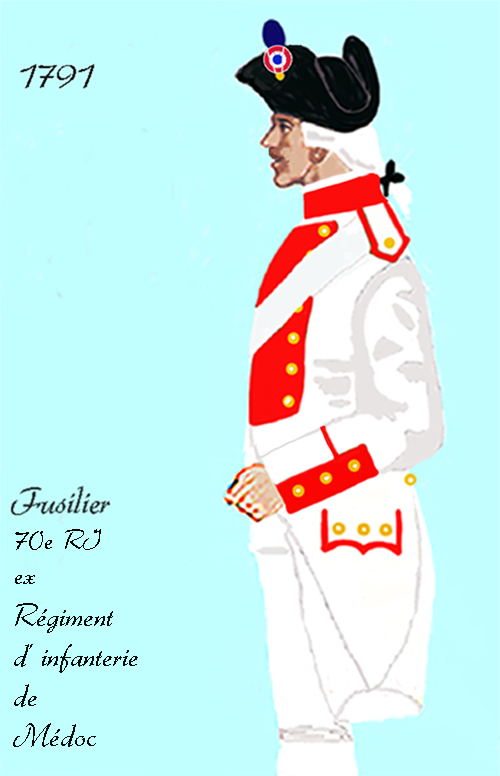
70e régiment d’infanterie de ligne 1791 bis 1792
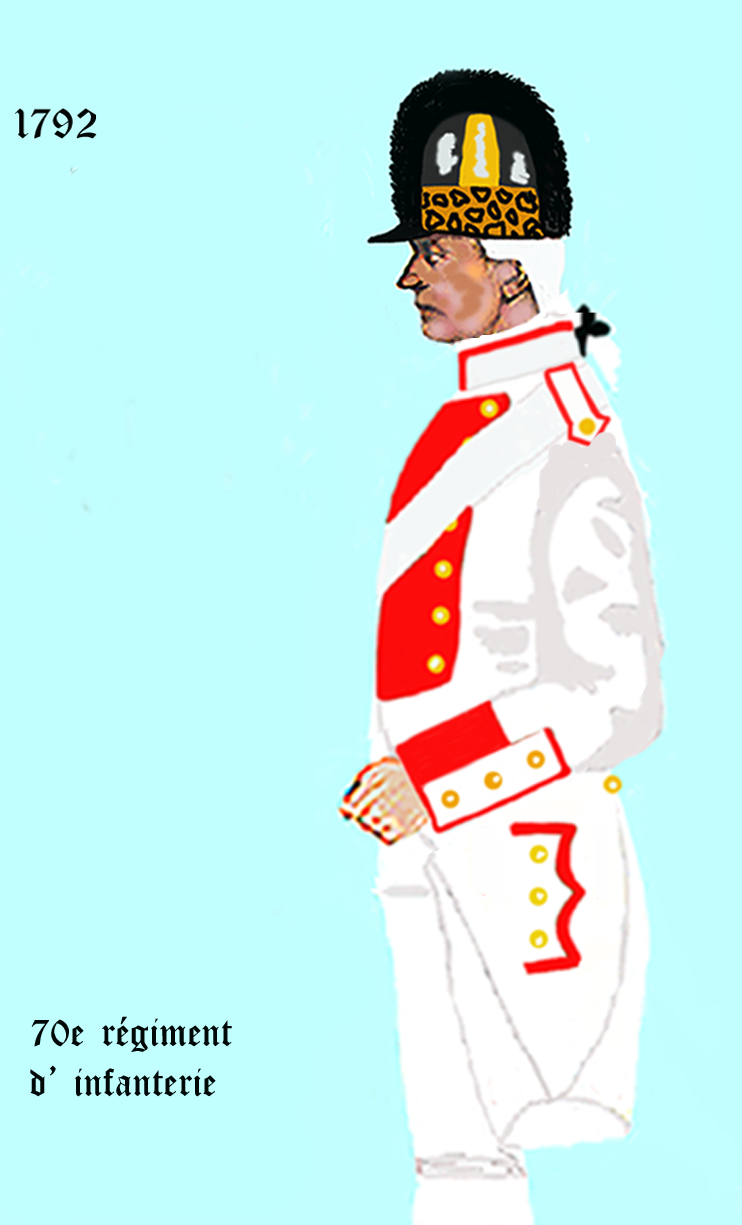
70e régiment d’infanterie de ligne ab 1792

## Gefechtskalender

### Kriege, an denen das Regiment teilgenommen hat
Holländischer Krieg
Reunionskrieg
Pfälzischer Erbfolgekrieg
Spanischer Erbfolgekrieg
Krieg der Quadrupelallianz
Polnischer Thronfolgekrieg
Österreichischer Erbfolgekrieg
Siebenjähriger Krieg
Koalitionskriege
Deutsch-Französischer Krieg
Erster Weltkrieg
Zweiter Weltkrieg

#### Holländischer Krieg – 1672 bis 1678
Das Regiment, das am 19. Februar 1673 (oder 1674) in Dienst gestellt wurde, trug zunächst nacheinander die Namen seiner Regimentsinhaber.
Unter dem Marquis de Navailles führte es seine ersten Aktionen im Roussillon durch. Im gleichen Jahr kämpfte es einen harten Kampf gegen die sogenannten Miquelets (katalanische Partisanen), dabei konnte es sich in einem Gefecht am 17. Juli 1677 auszeichnen. Die Einheit verlor hierbei an Gefallenen den Capitaine Langlade und 108 Männer, fünf weitere Offiziere wurden verwundet. 1678 folgte die Teilnahme an der Belagerung von Puigcerdà. Beim Angriff am 3. Mai kamen die Capitaines Dubois de la Roche, Dumas und Durprat sowie die Lieutenants Sorbet, Pondieu und La Ronce ums Leben.
Puigcerdà kapitulierte am 3. Juni, und das Regiment konnte dann das vier Lieues entfernte feste Schloss von Baga innerhalb einer Stunde einnehmen. Winterquartiere wurden in Perpignan bezogen, wo der Regimentskommandant durch den Chevalier d’Hamilton ersetzt wurde, dessen irisches Regiment gerade entlassen worden war.

#### Devolutionskrieg – 1683 bis 1684
1684 wurde das Regiment bei der Belagerung von Luxemburg eingesetzt, in der sich die Grenadiere auszeichnen konnten.

#### Pfälzischer Erbfolgekrieg – 1688 bis 1697
1688 stand das Regiment unter dem Namen „de Jarzé“ bei der Belagerung von Philippsburg. Am 6. Oktober konnte es zusammen mit dem Régiment de Picardie eine Schanze am Rhein einnehmen. Der Colonel und weitere fünf Offiziere wurden verwundet.
Nach dem Feldzug wurde das Regiment nach Mainz verlegt, wo es bei der Belagerung von 1689 zu den Verteidigern gehörte. Dabei verlor es mehrere Offiziere, den Major Raynaud und die Lieutenants Constant, Le Bret und Blanchet.
1690:
„Jarzé“ setzte nach dem Ende der Belagerung den Feldzug zunächst in Deutschland fort. Im Juni gehörte es zum Korps von de Sainte-Ruth, das in Savoyen aufgestellt worden war. Chambéry, Annecy und Rumilly (Haute-Savoie) wurden eingenommen. Im September stieß das Regiment zur Armee von Nicolas de Catinat und konnte sich bei der Einnahme von Suze-la-Rousse auszeichnen. Winterquartiere wurden in Pignerol bezogen.
1691:
Belagerung von Carmagnola. Am 22. Mai wurde dem Regiment der Name „Médoc“ (nach der Provinz) zugeteilt. Im gleichen Jahr noch erfolgte die Teilnahme an der Belagerung von Montmélian.
1693:
In der Schlacht bei Marsaglia eingesetzt.
1694:
Überwachungsaufgaben an der Küste der Provence. Am 10. Oktober wurde „Médoc“ auf die Schiffe von Anne Hilarion de Costentin de Tourville verladen und nach Palamós in Katalonien transportiert. Dort blieb es bis 1797 stationiert.
1797:
Zur Belagerung von Barcelona wurde das Regiment aus Palamós abgezogen. Es konnte einen Ausfall von 2.000 Mann der Besatzung abweisen, die versucht hatten, die gerade in Position gebrachten Belagerungsgeschütze zu zerstören. Dabei kamen 700 der Angreifer ums Leben. Die Eroberung des gedeckten Weges kostete das Regiment 80 Soldaten, dazu zwei Lieutenants. Der Lieutenant-colonel de Trinqueléon wurde verwundet. Am 23. Juli war „Médoc“ am Generalangriff beteiligt. Es konnte die Bastion Saint-Pierre einnehmen und sich trotz heftiger Gegenangriffe dort behaupten.

#### Spanischer Erbfolgekrieg – 1701 bis 1714
Am 1. Februar wurde das Regiment auf zwei Bataillone verstärkt.
1. Bataillon:
Das 1. Bataillon wurde mit der Armee von Maréchal Catinat nach Italien verlegt, wo es sich im Gefecht bei Carpi auszeichnen konnte. Am 1. September kämpfte es im Brigadeverband zusammen mit dem Régiment d’Auvergne bei Chiari. Cremona wurde eingenommen, und es wurde dort Winterquartier bezogen.
1702 bis 1703:
Einnahme von Luzarra. Feldzug nach Tirol. Im November 1703 wurden Winterquartiere in Castelnuovo bezogen. Am 20. des Monats wurde der Angriff einer kaiserlichen Einheit auf dieses Lager abgewehrt, was die Angreifer 150 Gefallene kostete.
1704 bis 1705:
Teilnahme an den Belagerungen von Vercelli, Ivrea und Verrue.
1705 konnte sich das Regiment bei der Belagerung von Cassano Magnago auszeichnen, bei der die Capitaines Saint-Martin und Danneau zu den Gefallenen zählten. Winterquartiere wurden in Mantua bezogen.
1706:
Zusammen mit dem Régiment d’Auvergne kämpfte das „Médoc“-Bataillon im Gefecht bei Calcinato. Es folgte unter dem Kommando des Comte de Médavy die Teilnahme an der Belagerung von Turin. Nach dem Abbruch der Belagerung verlegte das Bataillon nach Cremona, wo es bald selbst zu den Belagerten zählte. Der Lieutenant-colonel de Brazilly, der mit vier Kompanien in Pizzighettone eingeschlossen worden war, musste nach dreiwöchiger Belagerung ehrenvoll kapitulieren.
1707 bis 1709:
Zurück in Frankreich, wurde das Bataillon bei der Verteidigung von Toulon eingesetzt. Es machte 1707 und 1708 die Feldzüge in der Dauphiné mit und wurde 1709 zur Armee an den Rhein kommandiert. Es zeichnete sich am 26. August im Gefecht bei Rumersheim aus und nahm dann Quartier in Schlettstadt.
2. Bataillon:
Das 2. Bataillon war in Cambrai aufgestellt worden. Im Dezember 1703 wurde es nach Spanien gesandt, wo es im Februar 1704 ankam. Es wurde zur portugiesischen Grenze dirigiert, an der es sich am 26. Mai bei einem Angriff auf das Feldlager des holländischen Generals Fagel auszeichnen konnte. Es war weiterhin an der Einnahme von befestigten Plätzen an dieser Grenze beteiligt und wurde am 27. Januar 1705 in das Régiment de La Couronne eingegliedert. Diese Eingliederung hatte jedoch gravierende Nachteile für die Offiziere zur Folge und führte zu massiven Protesten, weswegen sie nur für diesen Feldzug andauerte.
1706:
Einsatz bei der Belagerung von Barcelona, der Capitaine Grandnom und der Lieutenant Lair fielen.
1707:
Schlacht bei Alamanza und Belagerung von Mequinenza. Nach der Einnahme von Lleida wurde dort Quartier bezogen.
1708:
Teilnahme an der Belagerung von Tortosa. Zusammen mit den Grenadieren des Régiment du Maine konnte ein gedeckter Weg eingenommen werden. Am Ende des Jahres stand das Bataillon in der Dauphiné und wurde anschließend in Schlettstadt mit dem 1. Bataillon vereinigt.
Bei den folgenden Feldzügen agierte das Regiment als Grenzschutz an der Lauter, bei Wissembourg und Umgebung.
1713:
Zur Belagerung von Landau kommandiert, konnte das Regiment am 17. Juli zusammen mit einer Kompanie des Régiment de Navarre einen Ausfall der Besatzung abweisen. Der Capitaine de Piosin wurde getötet, vier weitere verwundet. Anschließend zog „Médoc“ vor Freiburg, wo es das Régiment de Poitou ablöste. Danach verlegte es nach Katalonien.
1714:
Beim Generalangriff auf Barcelona am 12. September kämpfte „Médoc“ zusammen mit dem Régiment de La Marine am linken Flügel. Die Grenadiere konnten durch eine Bresche in der Bastion Levant in die Stadt eindringen. Diese blutige Aktion kostete das Regiment den Capitaine Zaillac sowie die Lieutenants Verdun und Mortemer. Mehrere Offiziere wurden verwundet, darunter drei Capitaines und der Lieutenant-colonel de Claverie, welcher kurz darauf an seinen Verletzungen verstarb. Das 2. Bataillon wurde nach der Belagerung aufgelöst.

#### Friedenszeit
Während der Friedenszeit war die Einheit im Languedoc stationiert. 1731 lag es in Narbonne.

#### Polnischer Thronfolgekrieg – 1733 bis 1738
1733:
Zur Armee in Italien abkommandiert, nahm das Regiment an Kämpfen bei Gera d’Adda und Pizzighetone teil. Beim Angriff auf den gedeckten Weg dieser Befestigung wurde die Grenadierkompanie von Capitaine La Garde zum großen Teil außer Gefecht gesetzt, als eine Bombe zwischen ihnen explodierte. Nur 15 Mann konnten entkommen. Der Feldzug endete mit der Belagerung und Einnahme des Castello Sforzesco in Mailand.
1734:
Einnahme von Cremona, Serravalle a Po, Novara und Tortona, Gefecht bei Colorno und Schlacht bei Parma. Hier verlor das Regiment 29 Offiziere durch Tod oder Verwundung. Der Major de Villers, die Capitaines Dauneau, de Martignac, de Lastours, Naturel, Bailly und der Lieutenant Bonnecourt fielen – der Colonel Duc d’Uzès wurde durch zwei Musketenkugeln lebensgefährlich verwundet, ebenso verwundet wurde der Colonel-lieutenant Trest. Schlacht bei Guastalla, danach Beteiligung an der Belagerung von Mirandola. Während dieser Aktion unternahm der Colonel-lieutenant de Trest mit den Grenadieren und einigen anderen Truppenteilen einen Angriff auf die Verschanzungen von Revere, die eine Brücke über den Po schützten. Die schlafenden Wachmannschaft wurde überrascht, wer sich nicht ergab, wurde mit dem Bajonett niedergemacht oder ertrank im Fluss. Der Rest wurde gefangen genommen.
1735 bis 1739:
Im Jahre 1735 war die Einheit an der Einnahme von Reggiolo und Revere beteiligt. Die Zeit der Waffenruhe wurde in Brescia verbracht. Im August 1736 kehrte „Médoc“ nach Frankreich zurück und wurde in Barcelonnette stationiert. Im folgenden Jahr lag es in Montpellier, Lunel, Nîmes und Sète, 1739 in Montlouis.

#### Österreichischer Erbfolgekrieg – ab 1742 bis 1748
1741 lag das Regiment in den Cevennen, von wo aus es 1742 zur Armée de Bavière (Armee in Bayern) kommandiert wurde. Es folgte die Teilnahme an der Besetzung von Ingolstadt. Zwischen Mai und September sollte es, zusammen mit dem Régiment de Normandie, an den Marschbewegungen zum Entsatz von Prag eingesetzt werden. Nach der Änderung des Kriegsplanes wurde das Regiment zunächst in Altenbach und Stadtamhof einquartiert, wo es auch den Winter verbrachte. Krankheiten hatten ihm so stark zugesetzt, dass zu Beginn des Jahres 1743 nur noch an die 100 gesunde Männer zur Verfügung standen. Es wurde dann nach Schmidmühlen verlegt und durch die Eingliederung von Milizen wieder auf Kriegsstärke gebracht. Nach der Besetzung der Posten in Ensdorf und Edershausen marschierte die Einheit nach Eger, um dort die Garnison zu verstärken, da eine Belagerung bevorstand. Nach fünfmonatiger Belagerung war Eger ausgehungert und musste kapitulieren, die Besatzung ging in die Kriegsgefangenschaft. Die Überlebenden von „Médoc“ wurden nach Greiz und nach Görlitz verbracht. Bereits am Tag der Kapitulation hatte man die Offiziere von den Soldaten getrennt und diese nach Koprivnica gebracht. Aus Sicherheitsgründen wurde der Colonel-lieutenant nach Triest in ein Gefängnis gebracht, wo er neun Monate verbleiben musste. 1744 wurden auch die Offiziere nach Görlitz gebracht.
Mit Befehl vom 16. Januar 1745 wurde das 2. Bataillon aus den nach Frankreich entkommenen Unteroffizieren und Mannschaften des Regiments unter dem Kommando des Capitaine Prunières neu aufgestellt. Es war dies jedoch nur eine geringe Anzahl, weil die Gruppe in Schwaben von Husaren angegriffen und nochmals dezimiert worden war. Der Capitaine Montlezun, der das Kommando führte, wurde von zwei Säbelhieben am Kopf und am Arm getroffen und tödlich verwundet. Nach und nach wurde das Bataillon dann jedoch in Caen komplettiert, wo dann auch das 1. Bataillon, aus Straßburg kommend, eintraf.
1746:
„Médoc“ verließ Caen im April 1746 zunächst nach Saint-Omer und zog dann weiter zur Belagerung von Brüssel. Einige Piquets waren an der Zerstörung der Zitadelle von Antwerpen beteiligt. Am 1. August kämpften die Grenadiere an den Verschanzungen von Cinq-Etoiles. Teilnahme an der Belagerung von Namur und an der Schlacht bei Roucourt. Zusammen mit dem Régiment de Bretagne kämpfte „Medoc“ beim Angriff auf das Dorf Varoux. Danach ging es nach Toulon in das Winterquartier.
1747:

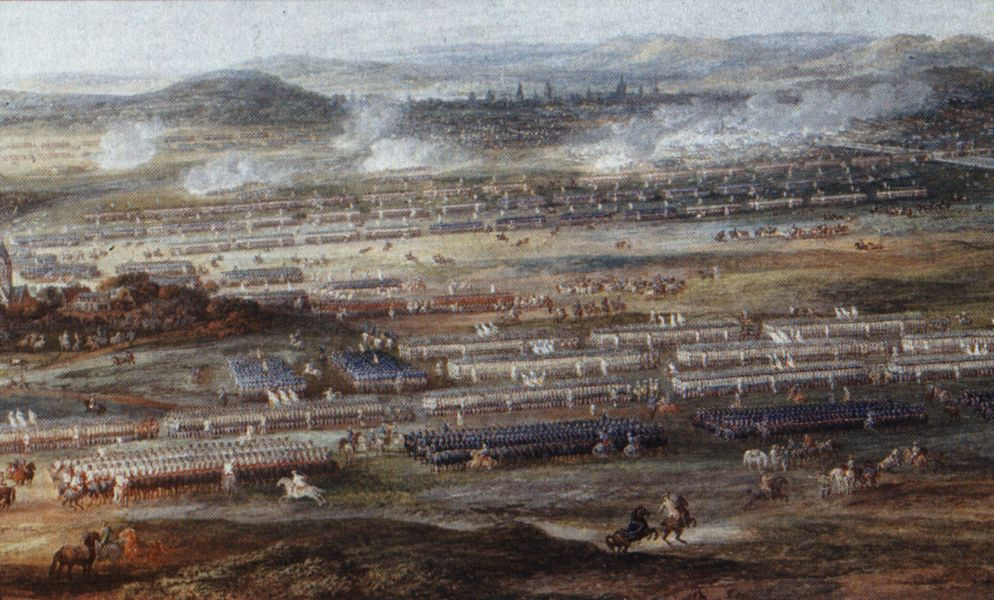
Schlacht bei Roucourt

Verfolgung der kaiserlichen Truppen entlang des Var und Teilnahme an allen Operationen während des Feldzuges in der Grafschaft Nizza.
1748:
Zurück in Frankreich, ging es zunächst nach Toulon und verlegte dann im Dezember nach Avallon.
Am 10. März 1749 wurden die Reste des „Régiment du Dauphiné“ eingegliedert.

#### Friedenszeit
Danach verlegte das Regiment nach Straßburg, das es im Mai 1750 verließ, um nach Neubreisach und Hagenau zu verlegen.
1751 ging es nach Briançon, 1752 nach Toulon, im August 1753 nach Beaucaire und dann in das Feldlager von Perpignan. Im September 1754 wurde es in Tournon und dann bis Oktober 1755 in verschiedenen Plätzen des Languedoc untergebracht, bis es nach Toulon befohlen wurde, wo am 4. April 1756 die Einschiffung zur Expedition nach Menorca erfolgte.

#### Siebenjähriger Krieg – 1756 bis 1763
Einteilung zur Expedition nach Menorca. Am 9. April stach die Flotte in See, die Insel wurde am 18. April erreicht. Die Anlandung ging ohne Schwierigkeiten vor sich. Die Stadt Ciutadella hatte sich nicht verteidigt und wurde unverzüglich besetzt. Allerdings musste jetzt noch Maó eingenommen werden, dessen Zitadelle als uneinnehmbar galt und in die sich eine starke englische Garnison zurückgezogen hatte. Am 8. Mai erschien die französische Artillerie, und die Belagerung von Fort Saint-Philippe konnte beginnen. Die Arbeiten wurden durch die beiden Bataillone von „Royal“ und von Royal-Comtois begonnen. Die Annäherungsgräben wurden vom Régiment Royal am 31. Mai, am 9. Juni und am 16. Juni besetzt. Der Feind bat schließlich um einen Waffenstillstand, der auch gewährt wurde. Die Insel wurde dann von „Royal“, „Médoc“, „Vermandois“ und drei anderen Regimentern kontrolliert. Bei Kriegsende 1763 kehrte das Regiment nach Frankreich zurück.

#### Friedenszeit
Im November 1764 lag das Regiment in Marseille und im November 1766 in Gap und Briançon.
Im Oktober 1767 wurde es nach Marseille zurückbeordert, wo das 2. Bataillon nach Martinique eingeschifft wurde, wo es bis zum 1. März 1773 verblieb.
Das 1. Bataillon verlegte im Oktober 1768 nach Korsika, im November 1770 nach Monaco, im Juni 1771 nach Nègrepelisse und im November nach Montauban, wo es am 21. Mai 1773 mit dem 2. Bataillon, das am 13. April in Rochefort angekommen war, wieder vereinigt wurde.
Im September 1773 verlegte das Regiment nach Briançon, im November 1774 nach Valenciennes, nach Le Quesnoy im Juni 1776 und nach Calais im September 1776.
Im Jahre 1778 wurde das Regiment zum Küstenschutz in der unteren Normandie eingeteilt, 1779 zur Bewachung der Küste bei Brest und 1779 an die des Aunis. 1781 besetzte es das Château-Trompette in Bordeaux. Von hier verlegte es im Oktober 1781 nach Perpignan und im März 1788 nach Montpellier. Im Oktober des gleichen Jahres erfolgte die Verlegung nach Béziers, wo es die ersten Auswirkungen der Revolution ohne größere Aufregungen überstand. Am 29. April verließ die Einheit Béziers und marschierte nach Perpignan. Als die Stadt mit dem Komplott vom 6. Dezember beinahe an die Spanier ausgeliefert worden wäre, verhielt sich das Regiment patriotisch und wurde von der Assemblée nationale belobigt.
1792 wurde das 1. Bataillon zur Armée du Midi kommandiert, das 2. Bataillon verblieb in Perpignan.

#### Kriege der Revolution und des Ersten Kaiserreichs – 1805 bis 1815
Das 1. Bataillon nahm 1792 bis 1793 an den Feldzügen in Italien teil. Das 2. Bataillon kämpfte von 1792 bis 1795 mit der „Armée des Pyrénées-Orientales“ (Armee der östlichen Pyrenäen).
- 1803: Das „70e régiment d’infanterie de ligne“ lag im Feldlager von Boulogne. Anschließend Teilnahme am Feldzug nach Deutschland.
- 1807 und 1808: Kämpfe in Spanien und Portugal
- 1813: Völkerschlacht bei Leipzig
- 1814: Feldzug in Frankreich, Teilnahme an der Schlacht bei Vauchamps
- 1815: Schlacht bei Waterloo

### Zweites Kaiserreich
Von 1854 bis 1859 lag das Regiment in Algerien und war bei der Eroberung des Landes eingesetzt. Danach kämpfte es im Sardischen Krieg in der Schlacht bei Robechetto, der Schlacht bei Magenta und der Schlacht bei Solferino.

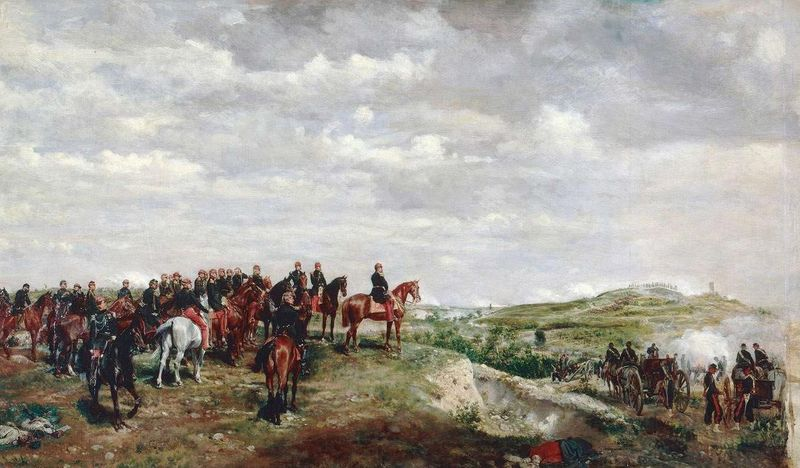
Schlacht bei Solferino

### 1871 bis 1914
Deutsch-Französischer Krieg
Am 1. August 1870 bildete das Regiment, zusammen mit dem 28e régiment d’infanterie de ligne, die „Brigade Chanaleilles“ in der „Division Levassor-Serval“, die zum 6. Korps der „Armée du Rhin“ von Maréchal Canrobert gehörte.
Das Regiment kämpfte in der Schlacht bei Mars-la-Tour, der Schlacht bei Gravelotte, bei der Belagerung von Metz und in der Schlacht bei Bellevue. Nach der Kapitulation von Metz ging das Regiment in Kriegsgefangenschaft.
Am 16. August wurde aus Überzähligen und Einberufenen ein viertes Bataillon aufgestellt, das dann zur Formierung des „10e régiment de marche“ (10. Marschregiment) verwendet wurde.

### Erster Weltkrieg
Von Kriegsbeginn bis Kriegsende gehörte das Regiment zur 38. Infanteriebrigade der 19. Infanteriedivision im X. Armeekorps. 1914 war es in Vitré und im Camp de la Lande d’Ouée stationiert.

#### 1914
- 24. August: Schlacht bei Charleroi
- 29. August: Schlacht bei St. Quentin.

#### 1915
- Kämpfe beim Point-du-Jour und bei Bailleul

#### 1916
- Schlacht um Verdun: Bois d’Avocourt, Le Mort Homme, Cumières, Froideterre, Ouvrage de Thiaumont

#### 1917
- Mont Blond, Mont Cornillet
- Verdun, Cote 344

#### 1918
- Angriffskämpfe an der Aisne
- Kämpfe bei Longpont, Villers-Hélon

### Zweiter Weltkrieg
1939 wurde es als 70e régiment d’infanterie de forteresse durch die Région Militaire, Centre Mobilisateur d’infanterie, réserve A RIF type SD Sarre (CMI 201), aufgestellt. Es unterstand dem XII. Armeekorps der 5. Armee und war dem Abschnitt Hagenau der Maginot-Linie zugewiesen. Nach der französischen Kapitulation im Juni 1940 wurde es aufgelöst und nicht wieder aufgestellt.

## Regimentsfahnen seit der Revolution

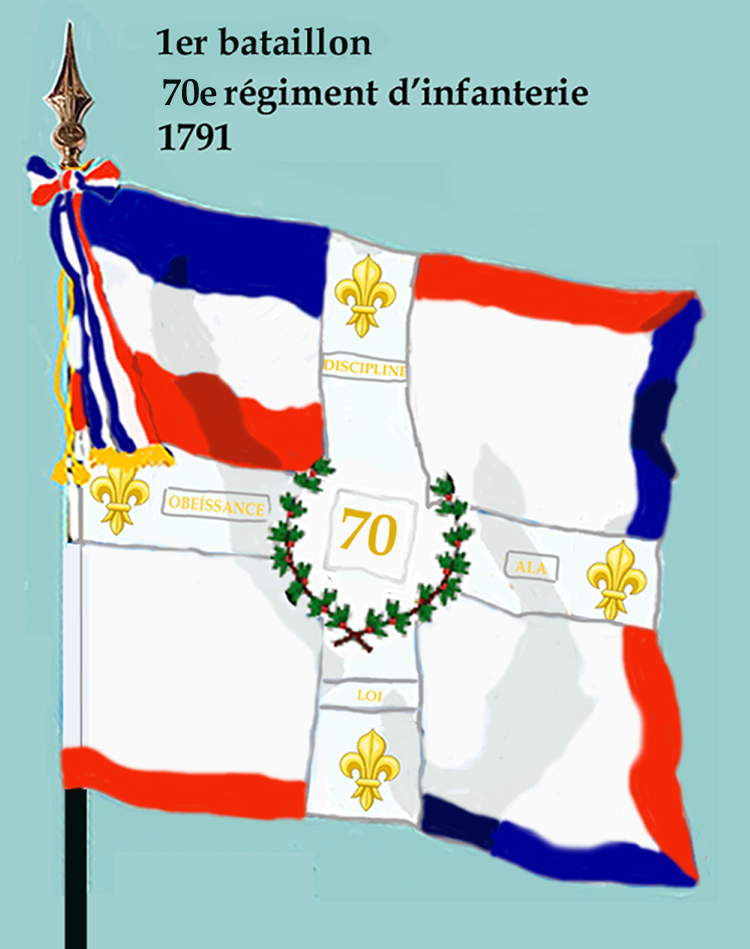
1. Bataillon 1791 bis 1793
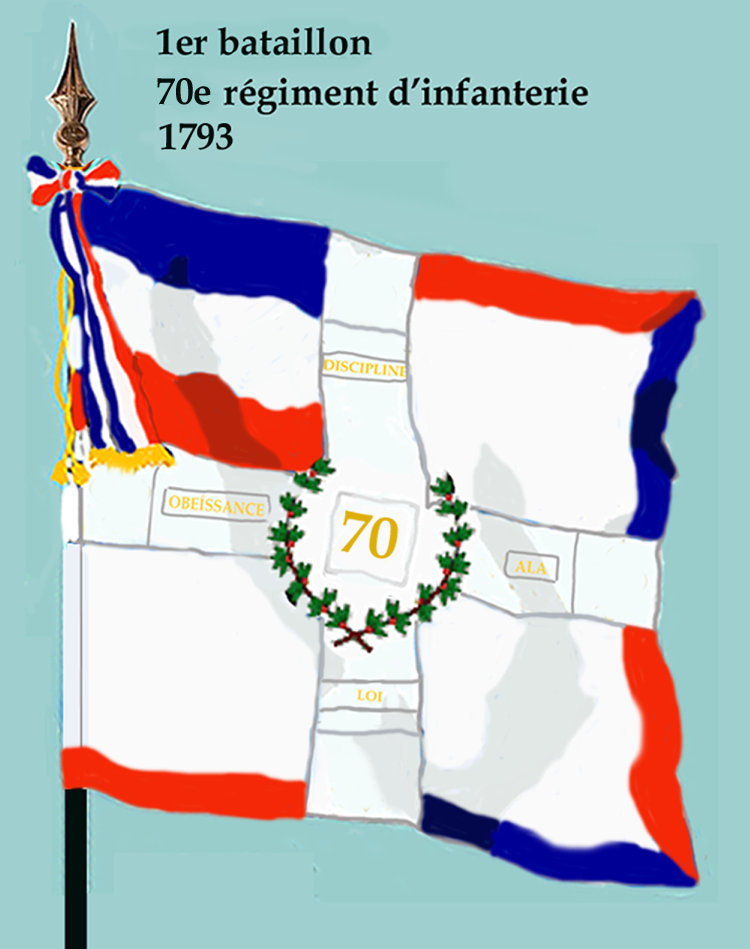
1. Bataillon 1793 bis 1794
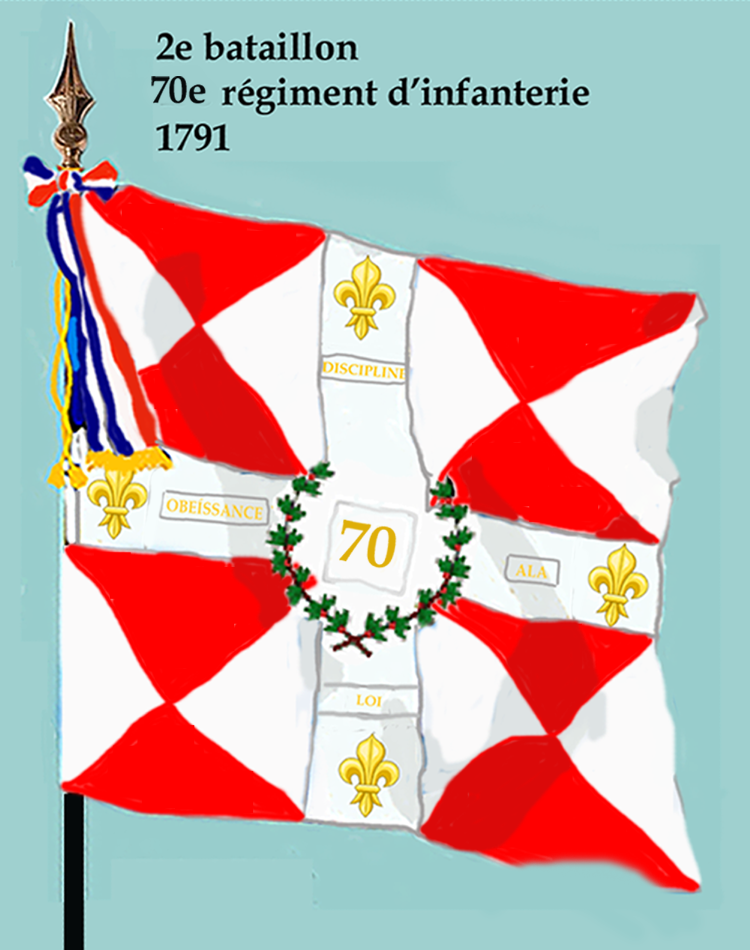
2. Bataillon 1791 bis 1793
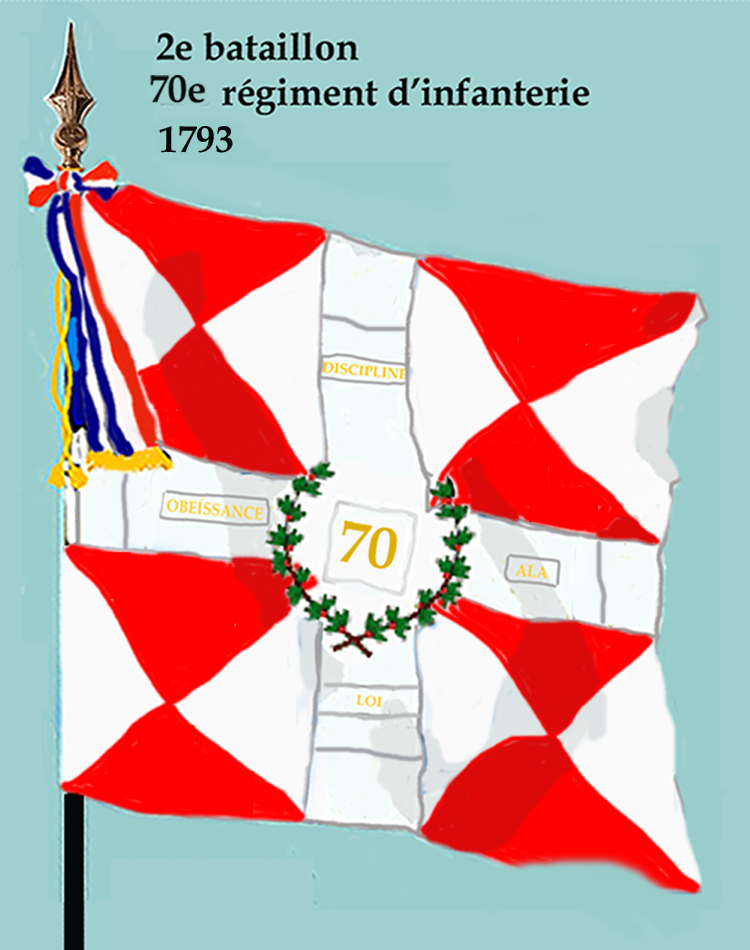
2. Bataillon 1793 bis 1795
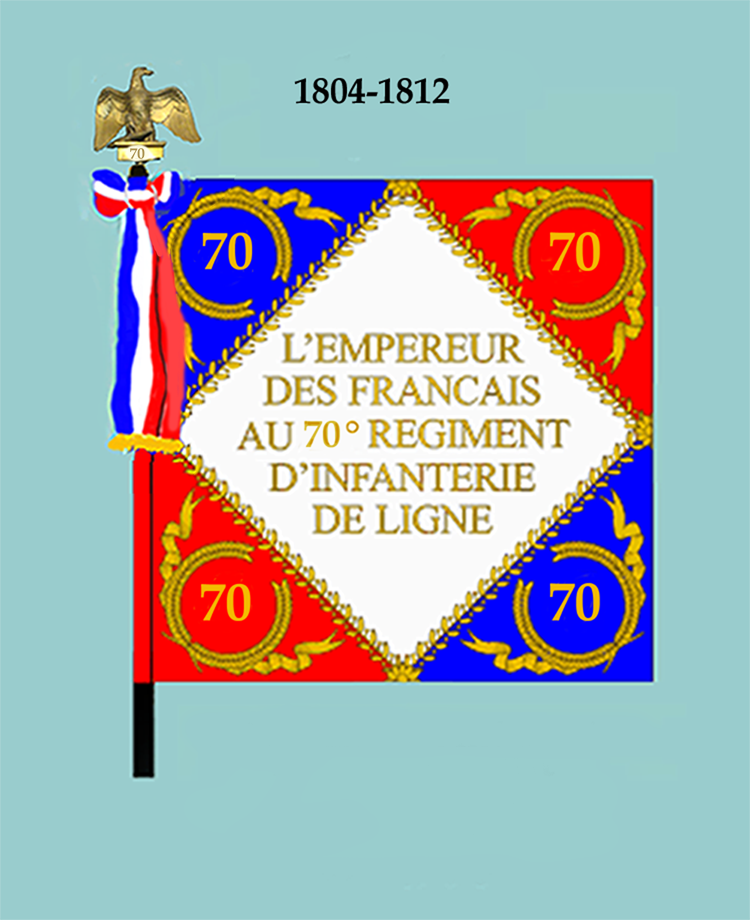
1804 bis 1812
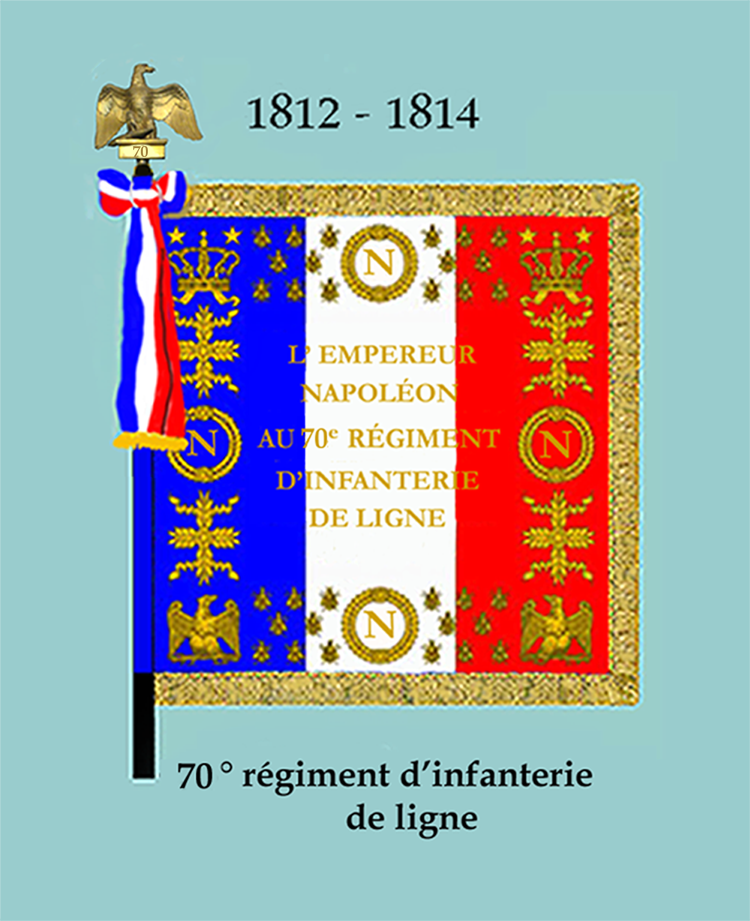
1812 bis 1814
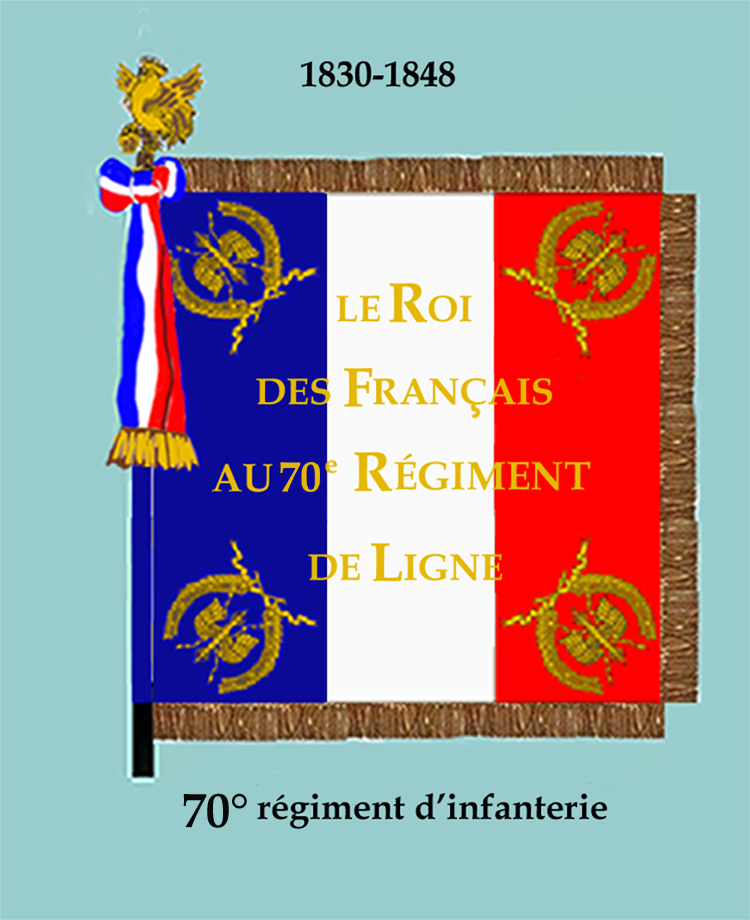
1830 bis 1848
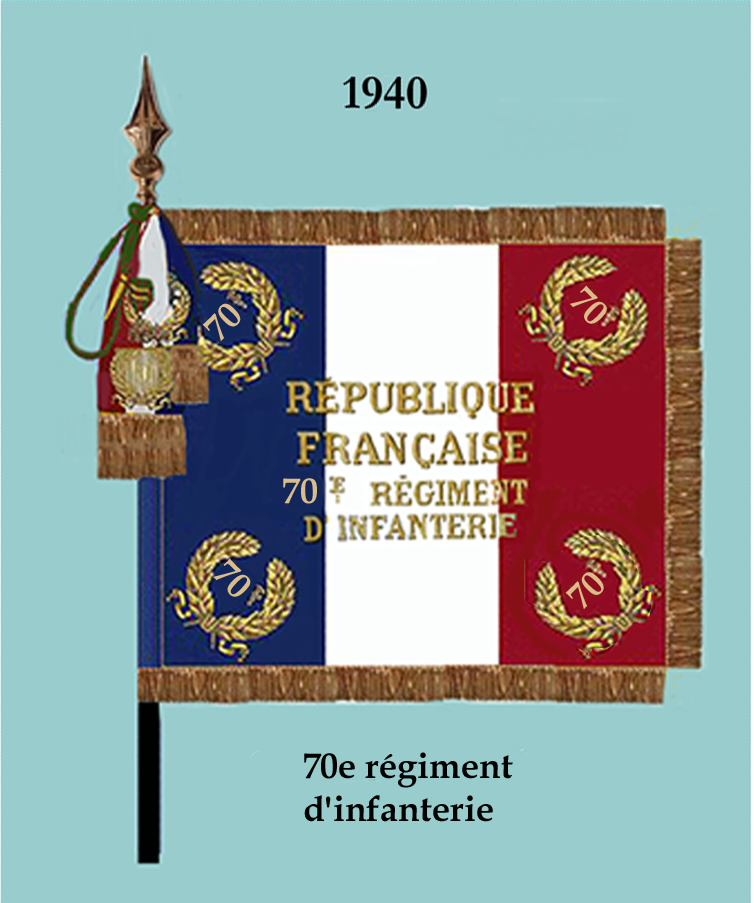
1940

Auf der Rückseite der Regimentsfahne sind (seit Napoleonischer Zeit) in goldenen Lettern die Feldzüge und Schlachten aufgeführt, an denen das Regiment ruhmvoll teilgenommen hat.

## Ehrungen
Das Fahnenband ist mit dem Croix de guerre 1914–1918 mit zwei Palmenzweigen für zweimalige lobende Erwähnung im Armeebefehl dekoriert.

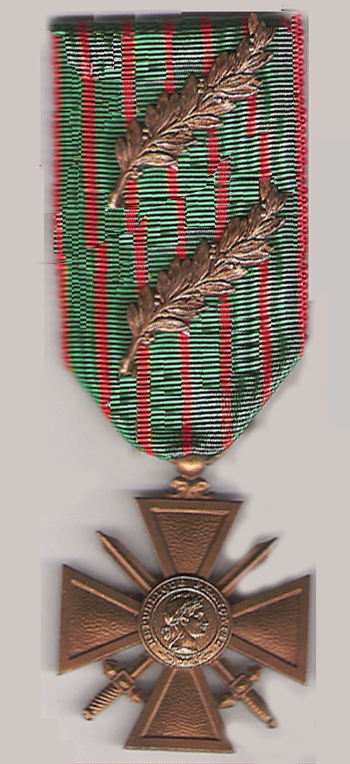
Croix de guerre 1914–1918

Im Jahre 2006 wurde in der ehemaligen Garnison Vitré eine Straße nach dem Regiment benannt.